# Boswellia frereana
Boswellia frereana is een boomsoort uit de familie Burseraceae. Het is een kleine groenblijvende boom die een groeihoogte tot 8 meter kan bereiken, maar meestal kleiner is. De schors is licht geelbruin van kleur en de buitenste lagen van de schors zijn papierachtig en schilferend. De binnenste lagen van de schors zijn rijk aan een melkachtig hars, die geel kleurt wanneer deze droogt.
De soort komt voor in het noorden en noordoosten van Somalië. Hij groeit daar op rotsachtige hellingen en in geulen, vaak op kalksteenblokken en kliffen. De boom groeit zelfs vanuit verticale rotswanden.
Uit de stam van de boom wordt een aromatische hars verkregen. De meeste hars wordt verkregen door insnijdingen te maken in de bast van de boom. De melkachtige vloeistof die eruit komt, hardt uit bij blootstelling aan lucht in druppeltjes of tranen. Deze kunnen vervolgens gemakkelijk worden losgemaakt. Deze hars wordt beschouwd als een superieure vorm van wierook. De hars word door de lokale bevolking maydi genoemd. Verder staat de wierookhars bekend als "Koptische wierook", omdat de Koptische Kerk van Egypte deze gebruikt voor hun religieuze doeleinden.
Naast de aromatische toepassingen gebruiken de lokale bewoners het ook voor medicinale doeleinden. Er wordt een pasta van gemaakt die ze malmal noemen, waarmee gewrichten worden ingesmeerd om ontstekingen en artritis te behandelen. In de Oudheid werd de hars gebruikt als bloedstelpend medicijn en stond deze bekend als Oosterse of Afrikaanse elemi. Het woord elemi lijkt, net als de oudere term animi, afgeleid te zijn van het Griekse enhaemon, de naam van dit medicijn.